# Gammaproteobacteria
Gammaproteobacteria (auch γ-Proteobacteria) bezeichnet eine Klasse im phylogenetischen System der Bakterien, das auf der Grundlage der Basensequenz der ribosomalen 16S-Ribonukleinsäure (16S-rRNA) und anderer phylogenetischer Methoden aufgestellt wurde. Das Phylum (der Stamm) Pseudomonadota (früher Proteobacteria) wird in die fünf Klassen Alphaproteobacteria bis Epsilonproteobacteria eingeteilt (Stand 2005). In den letzten Jahren sind noch drei weitere Klassen beschrieben worden (Stand 2019), die „Zetaproteobacteria“, Acidithiobacillia und Oligoflexia. Alle Vertreter dieses Stammes sind gramnegativ.

## Systematik
Zu den Gammaproteobacteria gehören die folgenden Ordnungen (Stand 2019)
- Acidiferrobacterales
- Aeromonadales
- Alteromonadales
- Arenicellales
- Cardiobacteriales
- Cellvibrionales
- Chromatiales
- Enterobacterales
- Immundisolibacterales
- Legionellales
- Lysobacterales
- Methylococcales
- Nevskiales
- Oceanospirillales
- Orbales
- Pasteurellales
- Pseudomonadales
- Thiotrichales
- „Vibrionales“ sowie zahlreiche bisher noch nicht sicher eingeordnete Isolate.

Der Artikel Systematik der Bakterien gilt in der Wikipedia als Referenz und enthält eine größere Auswahl an Taxa in der Klasse Gammaproteobacteria.

## Einige Änderungen in der Systematik
Die Ordnung Xanthomonadales wurde aufgelöst, die verschiedenen Gattungen wurden zu anderen Ordnungen (unter anderem die Ordnung Lysobacterales) gestellt oder werden zurzeit noch keiner genaueren Ordnung zugestellt. Die Ordnung Acidithiobacillales wurde 2013 in die neu geschaffene Klasse Acidithiobacillia übertragen. 2016 wurde die Ordnung Enterobacterales (Enterobakterien) etabliert, vorher wurde für diese Bakteriengruppe der Name „Enterobacteriales“ verwendet, der jedoch nach den Regeln des Bakteriologischen Codes (ICBN) nicht gültig war. Weiterhin gab es nur eine Familie – die Enterobacteriaceae – innerhalb der Ordnung. Mit der Etablierung der Ordnung Enterobacterales verbunden ist eine Aufteilung der bisher bekannten Taxa auf mehrere neue Familien.

## Merkmale und einige Vertreter
Die Gammaproteobacteria bilden derzeit die artenreichste Klasse der Proteobacteria. Sie sind physiologisch außerordentlich divers und vereinen eine Vielzahl sehr unterschiedlicher Stoffwechseltypen. Gleichzeitig sind viele Gattungen physiologisch flexibel und anpassungsfähig. In den Gattungen Legionella, Pseudomonas, Vibrio, Salmonella und Shigella findet man wichtige Krankheitserreger von Mensch, Tier und Pflanze.
Wichtige Vertreter sind unter anderem in den Gattungen Chromatium, Xanthomonas, Beggiatoa, Legionella, Pseudomonas, Azotobacter und Vibrio sowie in der Ordnung Enterobacterales mit den Gattungen Enterobacter, Escherichia, Proteus, Salmonella, Serratia, Shigella, Yersinia (und anderen) zu finden.
Für die 2019 zunächst im meromiktischen Zugersee, dann auch in Frankreich, Taiwan und Ostafrika gefundene Gruppe um den Endosymbionten Candidatus Azoamicus ciliaticola wurde 2021 eine neue Ordnung innerhalb der Gammaproteobacteria mit der provisorischen Bezeichnung eub62A3 group (alias Candidatus Azoamicus group) vorgeschlagen, zusammen mit zwei Untergruppen A (nächst Ca. A. ciliaticola) und B.
Ca. A. ciliaticola lebt endosymbiotisch in Wimpertierchen (Ciliophora) der Klasse Plagiopylea. Er kann Denitrifikation zur Gewinnung von Energie verwenden, die er seinem Wirt zur Verfügung stellt.